# Luzerne-Kokonrüssler
Der Luzerne-Kokonrüssler (Hypera postica) ist ein Rüsselkäfer aus der Unterfamilie Hyperinae. Die Art wurde von dem schwedischen Entomologen Leonard Gyllenhaal im Jahr 1813 als Rhynchaenus postica erstbeschrieben.

## Taxonomie
Hypera postica wird der Untergattung Hypera zugeordnet.
In der Literatur findet man für die Art zahlreiche Synonyme, darunter folgende:
- Curculio bimaculatus Marsham, 1802
- Curculio fasciolatus Geoffroy, 1785
- Curculio haemorrhoidalis Herbst, 1784
- Hypera mariei Hoffmann, 1933
- Hypera variabilis (Herbst, 1795)
- Phytonomus austriacus Petri, 1901
- Phytonomus brevipes Desbrosher, 1875
- Phytonomus decoratus Petri, 1901
- Phytonomus parcus Gyllenhal, 1834
- Phytonomus phaeopus Stephens, 1831

## Merkmale
Die bräunlich gefärbten Käfer sind 4–5,3 mm lang. Der Halsschild ist fast so lang wie breit mit der größten Breite etwa auf Höhe der Mitte. Sie besitzen eine unverkennbare breite dunkelbraun beschuppte Längsbinde entlang der Flügeldeckennaht, die gewöhnlich auch mehr oder weniger scharf ausgebildet als Mittelbinde über den Halsschild verläuft. Die ungeraden Zwischenräume der Elytren sind häufig mit großen, dunklen Gitterflecken überzogen, besonders in der hinteren Hälfte.
Die Larven sind gelb, olivbraun oder hellgrün gefärbt mit schwarzen Pinacula. Sie weisen meistens eine helle Rückenlinie auf. Die Kopfkapsel ist dunkelbraun bis schwarz gefärbt. Die Beine sind nur rudimentär ausgebildet.

## Verbreitung
Die Art ist in der Paläarktis von Europa bis nach Zentralasien heimisch. In Europa kommt die Art fast überall vor, auch in größeren Höhenlagen der Alpen. Im Süden reicht das Vorkommen bis nach Nordafrika und in den Nahen Osten. Auf Madeira, auf den Azoren sowie auf den Kanarischen Inseln ist die Art ebenfalls vertreten. In Nordamerika wurde Hypera postica eingeschleppt. Der erste Nachweis war aus dem Jahr 1904 in Utah. In Kanada stammt der erste Fund aus dem Jahr 1954 aus dem südöstlichen Alberta. In den Fernen Osten Asiens sowie in andere Teile Asiens wurde die Art mittlerweile auch eingeschleppt. In Japan wurde die Art 1982 erstmals gefunden.

## Lebensweise
Die Käfer und insbesondere die Larven von Hypera postica fressen bevorzugt an der bedeutenden Nutzpflanze Luzerne (Medicago sativa) und gelten daher als Agrarschädlinge. Weitere Hülsenfrüchtler, die von Hypera postica als Wirtspflanzen genutzt werden, sind Tragant (Astragalus), Geißraute (Galega officinalis), Duftende Platterbse (Lathyrus odoratus), Gewöhnlicher Hornklee (Lotus corniculatus), Lupine (Lupinus), verschiedene Schneckenklee-Arten (Medicago), Steinklee (Melilotus), Esparsetten (Onobrychis), Klee (Trifolium) und Wicken (Vicia).
Die Art bildet eine Generation pro Jahr, wobei die Larvenzeit im Frühjahr liegt. Die ausgewachsenen Käfer überwintern. Die im Frühjahr erscheinenden Käfer fressen an den Luzerneblättern und verursachen runde ausgedehnte Löcher. Später nagen die Weibchen Löcher in die Stängel der Wirtspflanzen und legen darin bis zu 40 Eier pro Pflanze ab. Die Junglarven schlüpfen nach ein bis zwei Wochen und ernähren sich anfangs innerhalb der Stängel. Später verlassen sie diese und fressen an den sich entwickelnden Knospen und an frischen Blättern. Dies geschieht hauptsächlich in den Monaten Mai und Juni. Die Larven von Hypera postica verursachen wesentlich größere Schäden an den Nutzpflanzen als die ausgewachsenen Käfer. Sie können dabei die Blätter der Pflanzen skelettieren. Ende Juni / Anfang Juli spinnen die Larven am Boden mit Hilfe eines Sekrets ein weißes, gitterartiges Kokon, um sich darin zu verpuppen. Nach ein bis zwei Wochen erscheinen die Käfer der neuen Generation. Diese fressen wenige Wochen an den Wirtspflanzen, bevor sie eine Diapause einlegen. Im Spätsommer oder im Herbst werden die Käfer wieder aktiv.

## Parasitoide
Die verschiedenen Entwicklungsstadien sowie die ausgewachsenen Käfer sind das Ziel verschiedener Parasitoide. Einige von diesen werden zur biologischen Schädlingsbekämpfung eingesetzt. Im Folgenden eine Liste:
- Bathyplectes anurus (Schlupfwespe, Unterfamilie Campopleginae) – ein Endoparasitoid der Käferlarven[8][5]
- Bathyplectes curculionis (Schlupfwespe, Unterfamilie Campopleginae) – ein Endoparasitoid der Käferlarven[8][5]
- Microctonus aethiopoides (Brackwespe, Unterfamilie Euphorinae) – Endoparasit der ausgewachsenen Käfer[8]
- Microctonus colesi (Brackwespe, Unterfamilie Euphorinae) – Endoparasit der ausgewachsenen Käfer[8]
- Tetrastichus incertus (Erzwespe, Familie Eulophidae) – ein Ei-Larven-Parasitoid[8]
- Necremnus leucarthros (Erzwespe, Familie Eulophidae) – ein Ektoparasitoid der Käferlarven[7]
- Patasson luna (Erzwespe, Familie Mymaridae) – parasitiert die Käfereier[8]
- Dibrachoides dynastes (Erzwespe, Familie Pteromalidae) – ein bedeutender Präpuppen- und Puppenparasit von Hypera postica[7]
- Peridesmia discus (Erzwespe, Familie Pteromalidae) – Eiparasitoid von Hypera postica[7]
- Zoophthora phytonomi (Pilzart aus der Ordnung der Fliegentöterpilzartigen (Entomophthorales)) – es werden die Larven von Hypera postica befallen[8]

## Bilder

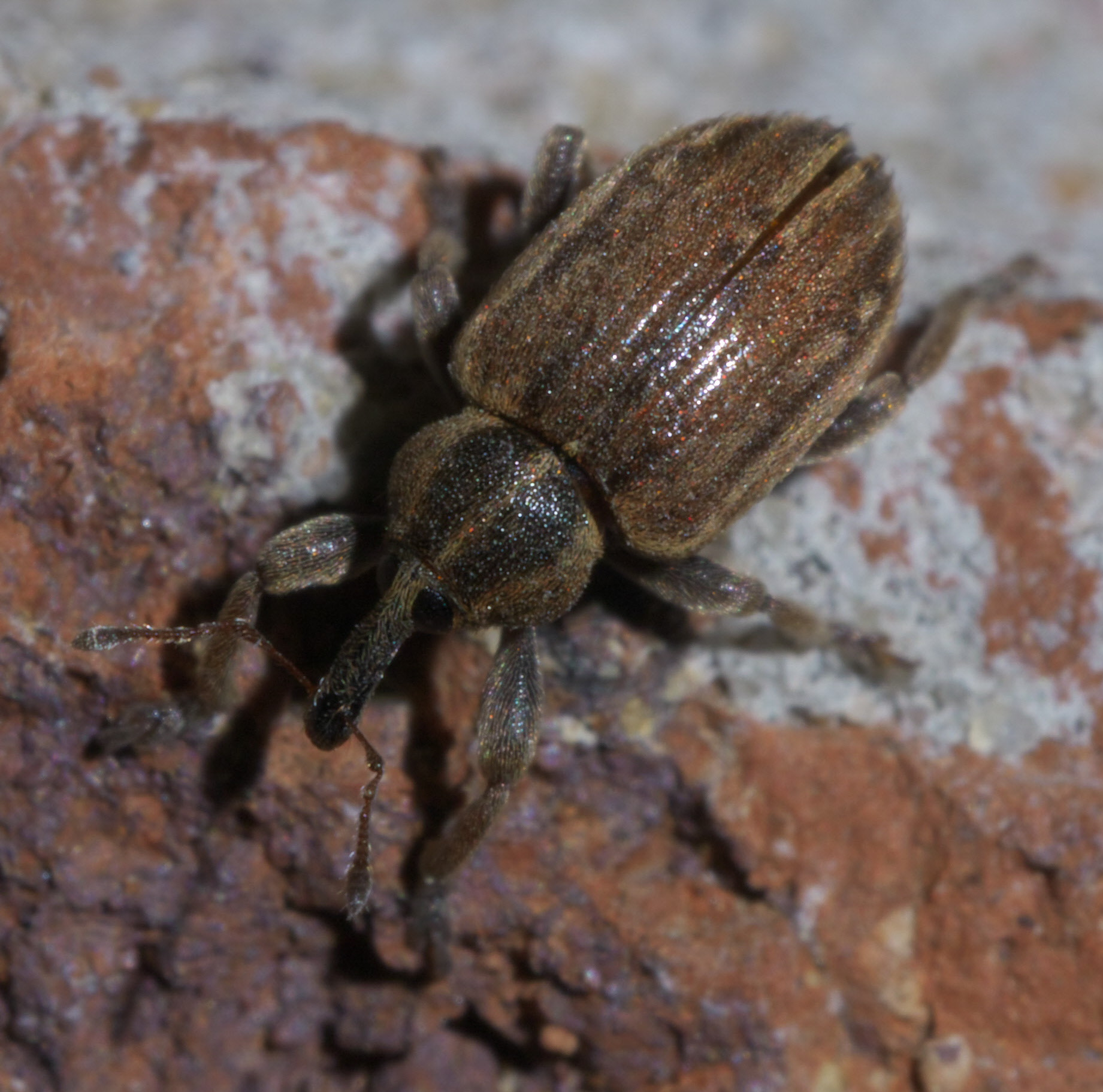
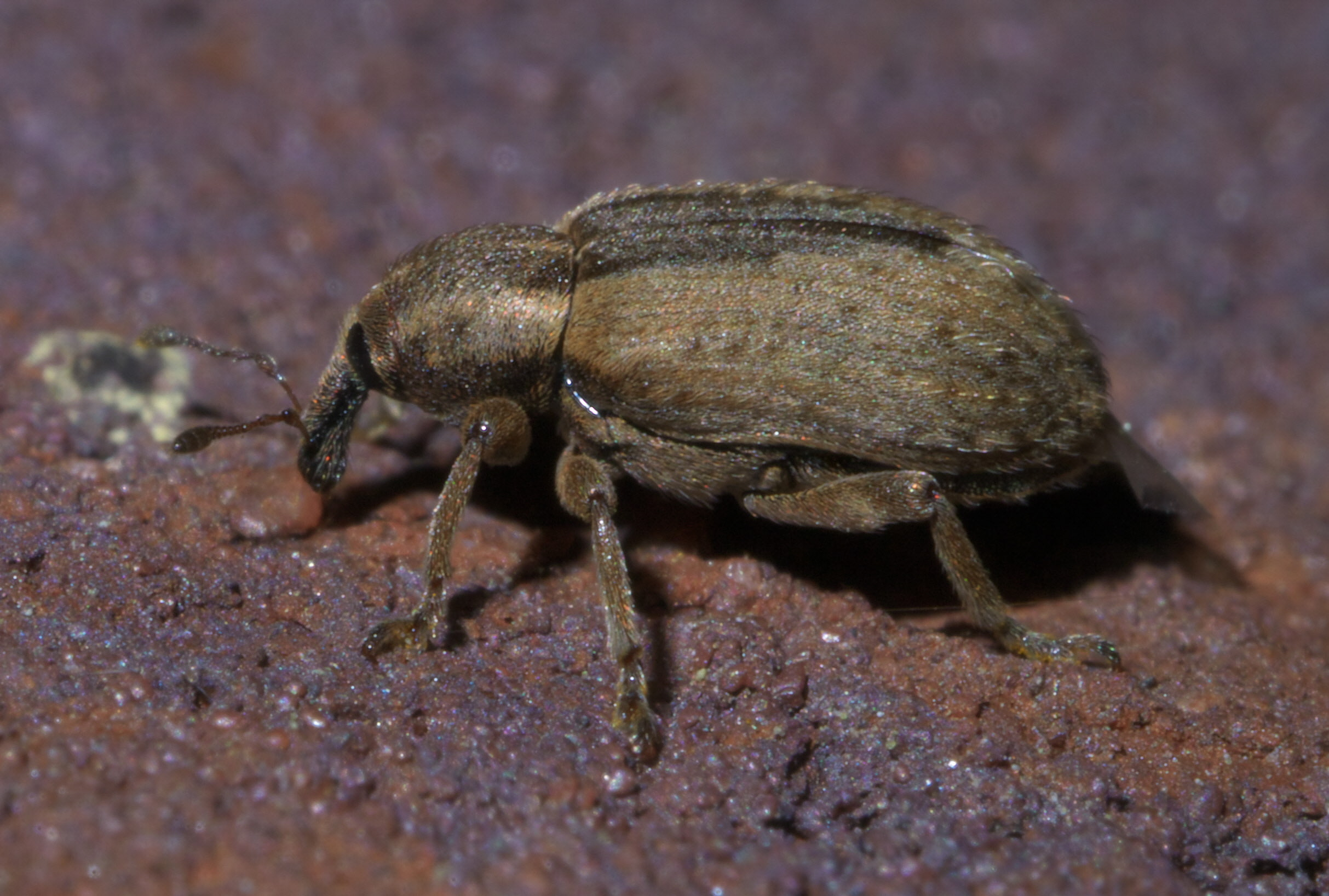
Seitenansicht
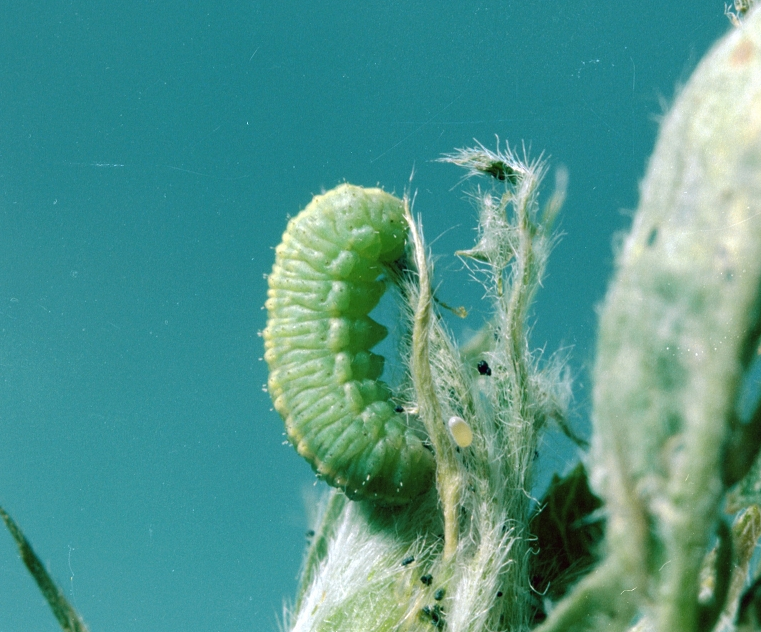
Larve an Luzerne
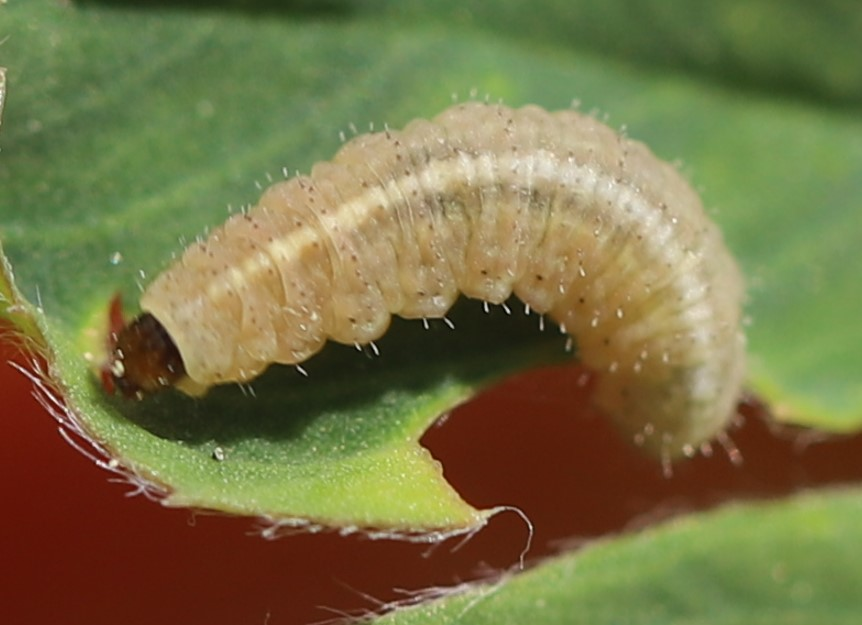
Larve an Luzerne
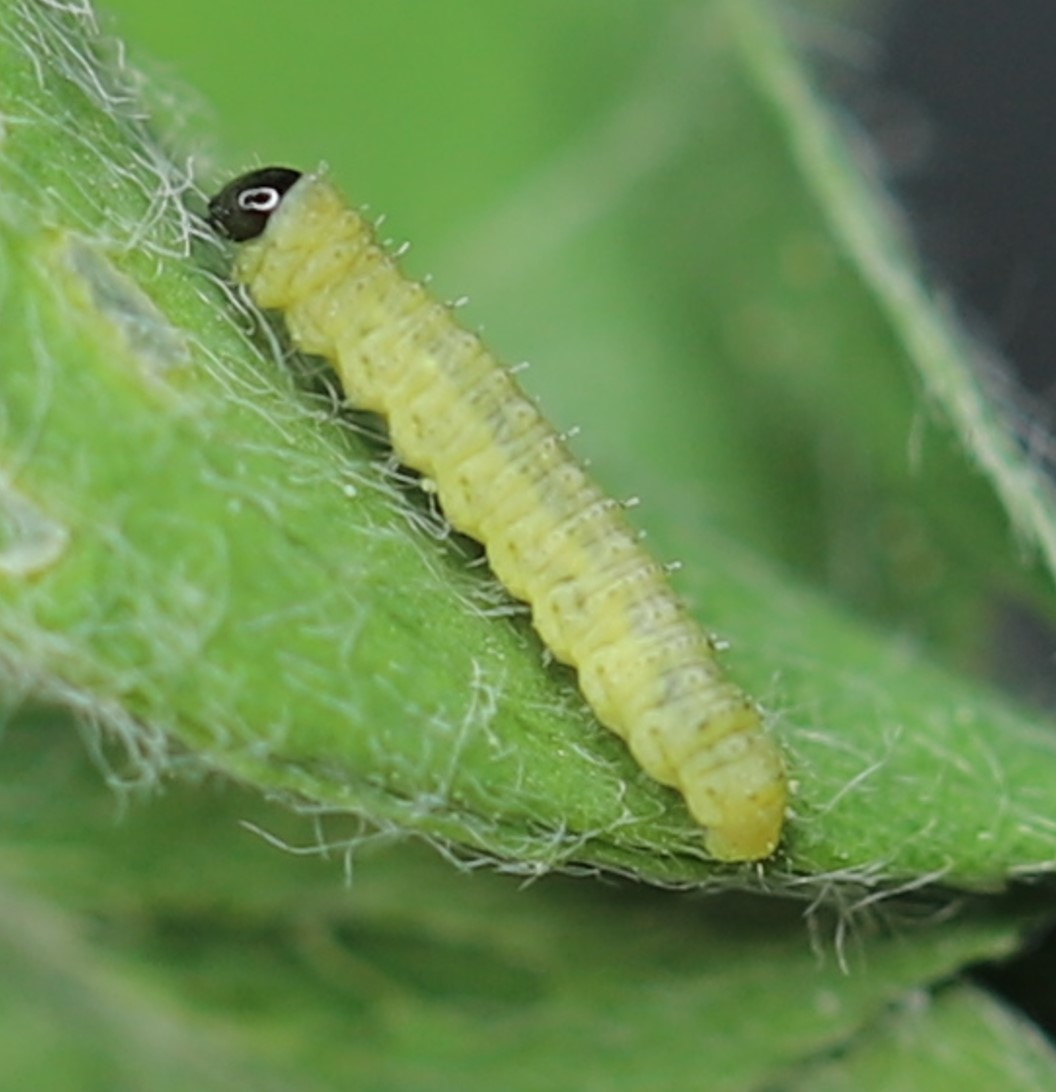
Larve an Luzerne
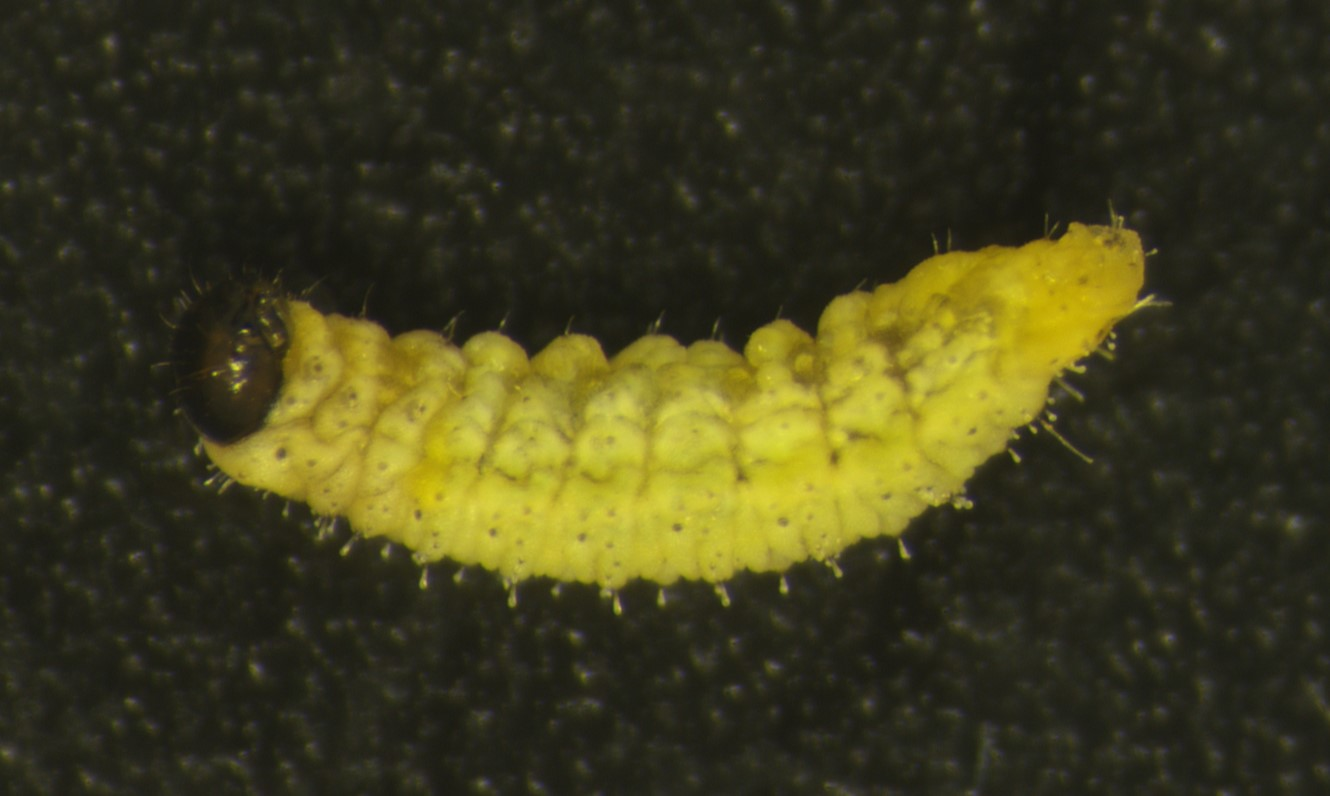
Larve, Ventralansicht